# Julian Reus
Julian Reus (né le 29 avril 1988 à Hanau) est un athlète allemand, spécialiste du sprint.

## Biographie
Après s'être révélé durant l'année 2007, où il gagne trois médailles aux championnats d'Europe juniors, dont deux d'or, et où il commence à participer au relais 4 × 100 m en équipe nationale senior, Julian Reus met plus de quatre ans pour revenir au même niveau de performance.
En 2012 il bat son record personnel sur 100 m en 10 s 25 à Wattenscheid, où il monte sur la troisième marche du podium des championnats d'Allemagne, et remporte le titre sur 200 m en 20 s 58, également record personnel. Il participe aux championnats d'Europe où il échoue en demi-finale mais récolte l'argent en relais.
Le 28 juillet 2012 il réussit 10 s 09 à Weinheim, soit le meilleur temps sur 100 m pour un Allemand derrière les 10 s 06 de Frank Emmelmann en 1985. Mieux, il réalise 38 s 02 sur le relais avec ses compatriotes Tobias Unger, Alexander Kosenkow et Lucas Jakubczyk et bat le vieux record national de 38 s 29 qui tenait depuis 1982 et était l'œuvre de quatre athlètes est-allemands.
Aux Jeux olympiques de Londres, le quatuor allemand est éliminé en séries, malgré un temps de 38 s 37.
En 2013, il réalise le doublé 100/200 aux championnats d'Allemagne à Ulm, en battant au passage son record personnel sur 200 : 20 s 36.
Le 2 août 2013, lors de tests de sélection allemands en vue des championnats du monde à Moscou, Reus améliore son record d'un centième, en 10 s 08, un seul centième de seconde derrière son compatriote Martin Keller, de nouveau à Weinheim.
Le même jour il établit une meilleure performance européenne du relais 4 × 100 m, avec l'équipe DLV 1 composée de Jakubczyk, Sven Knipphals, lui-même et Keller en 38 s 13, en battant notamment le Canada, 38 s 61. C'est le même relais qui termine quatrième à Moscou en 38 s 04, à deux centièmes du record établi en 2012, le 100 m s'étant soldé par une élimination dès les séries.
Le 26 juillet 2014, aux championnats nationaux, encore à Ulm, il établit un nouveau record d'Allemagne du 100 m en 10 s 05 (+ 1,8 m/s) en demi-finale, améliorant d'un centième de seconde l'ancienne meilleure marque nationale détenue depuis 1985 par Emmelmann. En finale il réussit même 10 s 01, devant Jakubczyk qui est crédité du même temps, mais le vent est légèrement trop favorable (+2,2 m/s).
Le 16 août 2014, lors des championnats d'Europe, il permet à l'équipe allemande du relais 4 × 100 m de réaliser 38 s 15, avec ses coéquipiers Kosenkow, Knipphals et Jakubczyk. Le lendemain, il remporte la médaille d'argent en 38 s 09.
En mars 2015, Reus remporte la médaille de bronze des Championnats d'Europe en salle de Prague sur 60 m en 6 s 60. Il réalise son meilleur temps de l'année en séries des championnats d'Allemagne à Nuremberg, 10 s 09, avant de remporter le titre en 10 s 12, puis celui du 200 m le lendemain pour un nouveau doublé.
Il échoue avec ses coéquipiers du relais 4 × 100 m au pied du podium des Championnats du monde de Pékin, comme deux ans auparavant lors de l'édition à Moscou.
En janvier 2016, il égale le record d'Allemagne du 60 m en 6 s 53. Puis, le 20 février, il est recrédité de 6 s 53 avant de porter ce record à 6 s 52 le 27 février lors des championnats d'Allemagne.
Profitant d'un vent favorable de 1,8 m/s, il court le 100 m en 10 s 07 à Ratisbonne le 5 juin 2016.
Il remporte la médaille de bronze du relais 4 x 100 m lors des Championnats d'Europe, en courant la 1re fraction, avec ses coéquipiers Roy Schmidt, Sven Knipphals et Lucas Jakubczyk, en 38 s 47 à Amsterdam. La veille, en série, l'Allemagne avait établi un temps de 38 s 25, son meilleur temps de la saison, avec Robert Hering à la place de Roy Schmidt.

## Palmarès
| Date | Compétition                       | Lieu      | Résultat | Épreuve   | Temps   |
| ---- | --------------------------------- | --------- | -------- | --------- | ------- |
| 2007 | Championnats d'Europe juniors     | Hengelo   | 1er      | 100 m     | 10 s 38 |
| 2007 | Championnats d'Europe juniors     | Hengelo   | 2e       | 200 m     | 20 s 87 |
| 2007 | Championnats d'Europe juniors     | Hengelo   | 1er      | 4 × 100 m | 39 s 81 |
| 2007 | Championnats du monde             | Osaka     | 6e       | 4 × 100 m | 38 s 62 |
| 2012 | Championnats d'Europe             | Helsinki  | 2e       | 4 × 100 m | 38 s 44 |
| 2013 | Championnats du monde             | Moscou    | 4e       | 4 × 100 m | 38 s 04 |
| 2014 | Relais mondiaux de l'IAAF         | Nassau    | 7e       | 4 × 100 m | 38 s 69 |
| 2014 | Championnats d'Europe par équipes | Brunswick | 2e       | 4 × 100 m | 38 s 88 |
| 2014 | Championnats d'Europe             | Zurich    | 2e       | 4 × 100 m | 38 s 09 |
| 2015 | Championnats d'Europe en salle    | Prague    | 3e       | 60 m      | 6 s 60  |
| 2015 | Championnats du monde             | Pékin     | 4e       | 4 x 100 m | 38 s 15 |
| 2016 | Championnats d'Europe             | Amsterdam | 3e       | 4 × 100 m | 38 s 47 |
| 2017 | Championnats d'Europe par équipes | Lille     | 2e       | 100 m     | 10 s 27 |
| 2017 | Championnats d'Europe par équipes | Lille     | 2e       | 4 x 100 m | 38 s 30 |

## Records
| Épreuve              | Performance | Lieu     | Date            |
| -------------------- | ----------- | -------- | --------------- |
| 60 mètres (en salle) | 6 s 52 NR   | Leipzig  | 27 février 2016 |
| 100 mètres           | 10 s 01     | Mannheim | 29 juillet 2016 |
| 200 mètres           | 20 s 36     | Ulm      | 7 juillet 2013  |